# Pasrur
Pasrur, ou anciennement Kullay Wali (en ourdou : پسرُور) est une ville pakistanaise, située dans le district de Sialkot, dans le nord de la province du Pendjab.
Située à proximité de la frontière avec l'Inde, la ville est à seulement quelques kilomètres des grandes villes pakistanaises de Sialkot, Narowal et Gujranwala. La ville a été fondée en 1867.
La population de la ville a été multipliée par plus de quatre entre 1972 et 2017, passant de 19 647 habitants à 82 485. Entre 1998 et 2017, la croissance annuelle moyenne s'affiche à 3,1 %, bien supérieure à la moyenne nationale de 2,4 %. En 2023, la population de la ville monte à 102 717 habitants.
|            | 1972 (rec.) | 1981 (rec.) | 1998 (rec.) | 2017 (rec.) | 2023 (rec.) |
| ---------- | ----------- | ----------- | ----------- | ----------- | ----------- |
| Population | 19 647      | 26 087      | 45 747      | 82 485      | 102 717     |

## Personnalités
- Harbans Bhalla (1930–1993), écrivain, poète, philosophe et érudit, né à Pasrur.